# باتاوة (سبيدار)
باتاوة (بالفارسية: پاتاوه) هي قرية تقع في إيران في قسم سبیدار الريفي. يقدر عدد سكانها بـ 38 نسمة بحسب إحصاء 2016.